# Allysin Chaynes
Allysin Chaynes (n. 11 de febrero de 1979 en Rumania) es una actriz pornográfica rumana.

## Premios
- XRCO: "Cream (Teen) Dream" (2000)[2]
- 2000 Premios AVN nominada - Mejor Actriz (película) por Stray Cat[3]